# Makoti
Makoti è un centro abitato (city) degli Stati Uniti d'America, situato nella Contea di Ward, nello Stato del Dakota del Nord. Nel censimento del 2000 la popolazione era di 145 abitanti. La città è stata fondata nel 1911. Appartiene all'area micropolitana di Minot.

## Geografia fisica
Secondo i rilevamenti dell'United States Census Bureau, la località di Makoti si estende su una superficie di 0,50 km², tutti occupati da terre.

## Popolazione
Secondo il censimento del 2000, a Makoti vivevano 145 persone, ed erano presenti 35 gruppi familiari. La densità di popolazione era di 283 ab./km². Nel territorio comunale si trovavano 89 unità edificate. Per quanto riguarda la composizione etnica degli abitanti, il 95,86% era bianco, il 2,76% apparteneva ad altre razze e l'1,38% a due o più.
Per quanto riguarda la suddivisione della popolazione in fasce d'età, il 21,4% era al di sotto dei 18, il 3,4% fra i 18 e i 24, il 20,7% fra i 25 e i 44, il 31,7% fra i 45 e i 64, mentre infine il 22,8% era al di sopra dei 65 anni di età. L'età media della popolazione era di 47 anni. Per ogni 100 donne residenti vivevano 93,3 maschi.